# Erzbistum Nanking
Das Erzbistum Nanking (Nanjing) (lat.: Archidioecesis Nanchinensis) ist eine in der Volksrepublik China gelegene Diözese der römisch-katholischen Kirche.
Vorläufer des heutigen Erzbistums Nanking ist das 1659 aus dem Bistum Macau heraus gegründete Apostolische Vikariat Nanking. Mit der Aufstufung zum Bistum am 10. April 1690 gab es einen Teil seines Territoriums zur Gründung des Bistums Peking ab.
Unter Papst Pius IX. wurde es am 21. Januar 1856 zum Apostolische Vikariat von Kiangnan zurückgestuft. Unter Papst Benedikt XV. erfolgte 1921 die Umbenennung zum Apostolischen Vikariat Kiangsu. Am 1. Mai 1922 wurde das Apostolische Vikariat Nanking gegründet. Durch Papst Pius XII. wurde am 11. April 1946 das Vikariat zum Erzbistum Nanking erhoben.
Dem Erzbistum sind die Suffragane Bistum Haimen, Bistum Shanghai, Bistum Suzhou und Bistum Xuzhou zugeordnet.

## Bischöfe
- Ignace Cotolendi, MEP (Titularbischof von Metellopolis) (1660–1662)
- Gregor Lou Wen-tsao, OP (1674–1691)
- Giovanni Francesco de Nicolais, OFM (1691–1696)
- Alessandro Ciceri, SJ (1694–1703)
- Antonio de Silva, SJ (1705–1707)
- António Paes Godinho, SJ (1718–1721)
- Emmanuel de Jesus-Maria-Joseph, OFM (1721–1739)
- Francesco de Santa Rosa de Viterbo, OFM (1742–1750)
- Gottfried Xaver von Laimbeckhoven, SJ (1752–1787)
- Eusebio Luciano Carvalho Gomes da Silva, CM (1789–1790) (Elekt)
- Cayetano Pires Pireira CM (1804–1838)
  - Lodovico Maria Besi (1839–1848) (Apostolischer Administrator)
- Francesco Xavier Maresca, OFM (1848–1855)
- André-Pierre Borgniet SJ (1859–1862)
- Adrien-Hyppolyte Languillat SJ (1864–1878)
- Valentin Garnier SJ (1879–1898)
- Jean-Baptiste Simon SJ (1899)
- Próspero París SJ (1900–1931)
- Auguste Haouisée SJ (1931–1933), später Apostolischer Vikar von Shanghai
- Paul Yü Pin (1936–1978), seit 1946 Erzbischof
  - Ignatius Kung Pin-Mei (1950–2000) (Apostolischer Administrator)
- vakant

Aufgrund der politischen Verhältnisse konnte das Erzbistum nach dem Tod von Paul Yü Pin 1978, dem einzigen von der Römisch-katholischen Kirche anerkannten Erzbischof, bis heute nicht mehr besetzt werden.

## Erzbischöfe der Chinesischen Katholisch-Patriotischen Vereinigung
- John Li Wei-guang (1959–1970?)
- Joseph Qian Hui-min (1981–1993)
- Joseph Liu Yuan-ren (1993–2005)
- Francis Lu Xin-ping (seit 2000)